# تپه عظیمیه
تپه عظیمیه مربوط به دوره اشکانیان - دوره ساسانیان - سده‌های میانه دوران‌های تاریخی پس از اسلام است و در شهرستان سرپل ذهاب، بخش مرکزی، دهستان قلعه شاهین، ۱۲۰ متری شمال شرق روستای عظیمیه واقع شده و این اثر در تاریخ ۲۷ اسفند ۱۳۸۷ با شمارهٔ ثبت ۲۶۴۶۳ به‌عنوان یکی از آثار ملی ایران به ثبت رسیده است.